# Pseudopyrochroa peculiaris
Pseudopyrochroa peculiaris (лат.) — вид жуков-огнецветок из подсемейства Pyrochroinae. Распространён на южных Курильских островах (Кунашир) и в Японии (Хонсю, Сикоку, Кюсю). Длина тела имаго 8—8,5 мм. Тело, усики, щупики и ноги чёрные. Надкрылья бархатистые, тёмно-пурпурно-красные.